# Leuroglossus schmidti
Leuroglossus schmidti är en fiskart som beskrevs av Rass, 1955. Leuroglossus schmidti ingår i släktet Leuroglossus och familjen Bathylagidae. Inga underarter finns listade i Catalogue of Life.
Den är uppkallad efter den ryske iktyologen Peter Schmidt.